# María Segura
María Segura Pallerès (Barcellona, 10 giugno 1992) è una pallavolista spagnola, schiacciatrice del MTV Stoccarda.

## Carriera

### Club
Nata a Barcellona, cresce pallavolisticamente come opposto nel Vall d'Hebron, prima di passare al Barcellona, in Superliga 2 Femenina de Voleibol, nella stagione 2010-11. Con la formazione blaugrana ottiene la promozione in Superliga Femenina de Voleibol al termine della annata successiva, compiendo nel frattempo la transizione al ruolo di schiacciatrice.
Dopo due campionati in Spagna, nella stagione 2014-15 si trasferisce in Italia per disputare il campionato di Serie A2 con l'Hermaea di Olbia;
rimane nel campionato cadetto anche nella stagione successiva, stavolta con la maglia del Trentino Rosa. Viene quindi ingaggiata dalla Pro Victoria per l'annata 2016-17, quando fa il proprio esordio in Serie A1.
Scende nuovamente in Serie A2 nella stagione 2017-18, che disputa con il Cuneo Granda, prima di lasciare l'Italia e accettare la proposta dei tedeschi del Dresdner con cui affronta la 1. Bundesliga nel campionato seguente.
Per l'annata 2019-20 torna nel massimo campionato italiano, accordandosi con la Millenium Brescia, mentre in quella successiva fa il percorso inverso, ingaggiata dalle tedesche del MTV Stoccarda: con la squadra tedesca vince tre scudetti, due Coppe di Germania ed altrettante Supercoppe tedesche.

### Nazionale
Dopo aver vestito la maglia delle diverse rappresentative giovanili della Spagna, fa il proprio esordio in nazionale maggiore nel 2011. Nel 2021 vince la medaglia di bronzo all'European Golden League.

## Palmarès

### Club
- Campionato tedesco: 3

2021-22, 2022-23, 2023-24
- Coppa di Germania: 2

2021-22, 2023-24
- Supercoppa tedesca: 2

2023, 2024

### Nazionale (competizioni minori)
- European Golden League 2021